# Boudjou
Le boudjou (ou « budju », en arabe « بوجهه ») est une ancienne unité monétaire algérienne frappée à la Dar-el-Sika d'Alger, banque centrale de la régence d'Alger, et circulant au sein du bassin méditerranéen et de l'Empire ottoman. Le boudjou se divise en 24 mazounas, en 48 kharoubs ou en 696 aspers. Il fallait 4,5 boudjous pour faire un soultani en or. D'autres unités monétaires comme l'akçe ou l'altun ont également été émises par Alger et utilisées dans l'Empire ottoman.
Les premiers boudjus apparaissent au milieu du XVIIIe siècle (Hégire 1172-118). À cheval des règnes des Deys Baba Ali Bou Seebâa et Mohammed Ben Othmane à Alger et parallèlement à celui de Moustafa III à Constantinople, sont frappées des monnaies de 1/8e, 1/4, 1/2 et 1 boudjou (riyâl-boudjou), lequel pesait un peu moins de 14 g d'argent à 900 millièmes. Le poids va ensuite progressivement tomber à un peu moins de 11 g avant 1830 ; le double-boudjou (ou dourô) s'apparente à la « piastre » et vaut au change 3,72 francs sur Paris à cette époque.
L'opéra bouffe Le Caïd, composé par Ambroise Thomas et créé le 3 janvier 1849 à Paris, dont l'action se déroule à Alger, était originellement intitulé Les Boudjous.